# High School Musical
High School Musical – nagrodzony Nagrodą Emmy w kategorii „Outstanding Children’s Program” („Najlepszy Program Dziecięcy”) amerykański film telewizyjny, pierwsza część serii High School Musical. Wyemitowany premierowo 20 stycznia 2006 r. w Disney Channel, odniósł największy sukces ze wszystkich produkcji Disney Channel Original Movie. Z tego powodu nakręcono sequele – High School Musical 2 (2007, film telewizyjny) i High School Musical 3 (2008, film kinowy). Jest pierwszym w historii DCOM filmem mającym kontynuację kinową. Zakończyły się prace nad spin-offem High Stakes, który zadebiutował w 2011 roku. Ścieżka dźwiękowa filmu była najczęściej kupowanym albumem 2006 roku w USA.
High School Musical był najczęściej oglądanym filmem 2006 roku w Disney Channel, gromadząc przed telewizorami 7.7 mln widzów w czasie premiery w USA. W UK premiera zgromadziła 789 tys. widzów (zaś pierwszy weekend emisji obejrzało 1.2 mln widzów), co stanowi drugi w historii Disney Channel UK rekord oglądalności w 2006 roku. 29 grudnia 2006 film wyemitował BBC i jest to pierwszy DCOM tam wyświetlany. 2 grudnia tego samego roku film wyemitował polski Disney Channel, a 30 grudnia – TVP1.
Przez wielu uważany za adaptację Romea i Julii, High School Musical opowiada o dwojgu uczniach liceum w East High z dwóch innych klik – Troyu Boltonie (Zac Efron), kapitanie szkolnej drużyny koszykarskiej Dzikie Koty, i Gabrielli Montez (Vanessa Hudgens), dziewczynie z kółka naukowego kochającej się uczyć.

## Bohaterowie
W filmie wystąpili:
| Bohater          | Aktor           | Polski dubbing         |
| ---------------- | --------------- | ---------------------- |
| Troy Bolton      | Zac Efron       | Andrzej Lampert        |
| Gabriella Montez | Vanessa Hudgens | Hanna Stach            |
| Sharpay Evans    | Ashley Tisdale  | Magdalena Krylik       |
| Ryan Evans       | Lucas Grabeel   | Jakub Molęda           |
| Chad Danforth    | Corbin Bleu     | Grzegorz Drojewski     |
| Taylor McKessie  | Monique Coleman | Anna Sztejner          |
| Jack Bolton      | Bart Johnson    | Robert Czebotar        |
| Pani Darbus      | Alyson Reed     | Joanna Jeżewska        |
| Kelsie Nielsen   | Olesya Rulin    | Beata Wyrąbkiewicz     |
| Zeke Baylor      | Chris Warren    | Bartosz Obuchowicz     |
| Jason Cross      | Ryne Sanborn    | Krzysztof Szczerbiński |

## Piosenki
Ścieżka dźwiękowa do filmu wydana 10 stycznia 2006 zadebiutowała na miejscu 133 na liście Billboard 200, ukazując się w 7,469 egzemplarzach w pierwszym tygodniu. 11 lutego 2006 soundtrack znalazł się na miejscu 10, a 1 i 22 marca – na miejscu 1. 5 grudnia 2006 sprzedał się w 3.8 mln kopii. RIAA nagrodził album Poczwórną Platyną.

## DVD
High School Musical: Encore Edition (23 maja 2006). W pierwsze sześć dni sprzedano 1.2 miliona egzemplarzy – jest to rekord w historii DVD z filmami telewizyjnymi.
5 grudnia 2006 wydano 2-dyskowe wydanie remixowe. Remixowe wydanie wydano 20 czerwca 2007 we Francji, 13 września w Niemczech i 10 września w Wielkiej Brytanii.
W sprzedaży jest 3-dyskowe wydanie zawierające Remix Edition + film na dysku Blu-ray. Wersja HD filmu jest wyświetlana przez BBC One, BBC Two i BBC HD i dostępna na amerykańskim rynku w wersji na Xbox Live Marketplace.